# Logan McCree
Logan McCree (Philipp Tanzer, 31 de dezembro de 1977), também conhecido como Krieger ou DJ Krieger, é o apelido de um DJ alemão que trabalha em filmes pornográficos gays desde 2007, sendo exclusivo da produtora Raging Stallion. McCree tornou-se proeminente ao vencer o German Mr. Leather de 2004, além de ter o corpo todo coberto por tatuagens. Ela estava em um relacionamento com o ator pornográfico Vinnie D'Angelo. Seus filmes são caracterizados por serem Harcore Pornography, que vai desde sexo anal e oral violento, até BDSM e diferentes Fetiche (sexualidade).

## História
Depois de terminar a escola, Tanzer trabalhou como maquiador em sua cidade natal, Pforzheim, no teatro local e se formou como cabeleireiro. Depois de ter trabalhado como treinador na Bundeswehr por três anos, ele se mudou para Dresden. Lá, ele trabalhou principalmente como DJ sob o pseudônimo de DJ Krieger. Ele também fez seu nome como DJ residente no evento Search And Destroy na SchwuZ em Berlim. Desde 2007, Tanzer trabalha sob o pseudônimo de Logan McCree para o estúdio americano de filmes pornôs Raging Stallion Studios. Em 2012 mudou-se para Durness / Escócia onde construiu uma casa.
Em 2011, ele anunciou que não se identificaria mais como gay, mas como bissexual. Em 2021, ele anunciou que se identificou como heterossexual e mencionou que a homossexualidade era uma aberração, um traço negativo de uma alma quebrada. Ele afirma que o comportamento homossexual é um "quebrantamento" indesejável que é produzido pela ausência do pai. Ele também mencionou que no interesse da sociedade majoritária e para um desenvolvimento adequado, livre de desvios ou imperfeições sexuais, as crianças devem ser mantidas longe das pessoas LGBT.
Tanzer está envolvido como ativista dos homens e um ativista extremista direita desde que deixou a indústria pornográfica e foi o foco de um documentário da BBC em 2020. Em 2021, McCree anunciou que seria um candidato do Scottish Family Party para escocês Gerais de 2021, um partido extremamente conservador socialmente com forte retórica anti-gay nas Highlands and Islands. Scottish Family Party obtém 1.976 votos, isso significa que McCree não teve sucesso em sua candidatura a um quadro do Parlamento.

## Prêmios
- Mr. Leather, Germany 2004
- GayVN Awards  de 2009 como  Performer of the Year e  Best Sex Scene no filme The Drifter com Vinnie D'Angelo.[2][3]
- Grabby Awards de 2009 por:[4]
  - Best Duo Sex Scene no filme  The Drifter com Vinnie D'Angelo
  - Best Three-Way Sex Scene no filme  To the Last Man com Ricky Sinz e Scott Tanner
  - Best Actor em The Drifter
- XBIZ Awards 2010 como  Gay Performer of the Year.[5]

Logan McCree e Boomer Banks no conjunto de "Dick Moves" (2015)

## Videografia selecionada
- 2008 The 4th Floor
- 2008 The 5th Floor
- 2008 The Drifter (Winner, 2009 Grabby, Best Movie)
- 2008 The Gathering Storm To the Last Man
- 2008 Guns Blazing To the Last Man
- 2008 Hotter than Hell 2
- 2008 BarBack
- 2008 Jock Itch
- 2009 Porn Stars in Love
- 2009 Port of Entry
- 2009 Rear Deliveries
- 2009 Ink Stain
- 2009 First Class
- 2010 Logan Vs Dragon
- 2010 The Visitor
- 2010 The Best of Logan McCree (compilation)
- 2011 Giants Part 1
- 2011 Giants Part 2
- 2011 Toy
- 2011 Dominus
- 2012 Cum In My Face 2
- 2012 This is Too Big !
- 2015 Dick Moves
- 2015 Permission